# Catherine Brunet (patinage artistique)
Pour les articles homonymes, voir Catherine Brunet et Brunet.
Catherine Brunet, née le 18 avril 1960, est une patineuse artistique française de la catégorie des couples. Elle est triple vice-championne de France de 1977 à 1979 avec son partenaire Philippe Brunet.

## Biographie

### Carrière sportive
Catherine Brunet commence le patinage à 4 ans auprès de son père André Brunet, et participe aux compétitions durant 13 années. Elle patine à haut-niveau dans la catégorie des couples artistiques avec son partenaire Philippe Brunet. Ils montent sept fois sur le podium national ; ils sont triples vice-champions de France de 1977 à 1979, derrière leurs compatriotes Sabine Fuchs et Xavier Videau
Ils représentent la France aux premiers mondiaux juniors de 1976 à Megève et aux championnats européens de 1978 à Strasbourg. Ils ne participent jamais, ni au mondiaux seniors, ni aux Jeux olympiques d'hiver.
Elle arrête les compétitions sportives après les championnats nationaux de 1981.

### Reconversion
Catherine Brunet passe un Baccalauréat C avant de faire une licence de russe à l'institut national des langues et civilisations orientales de Paris. Parallèlement elle passe son diplôme d'éducateur Sportif à l'INSEP de Paris.
Elle devient ensuite entraineur-chorégraphe aux côtés de son père et travaille notamment avec Philippe Candeloro au début de sa carrière. Elle est aussi patineuse professionnelle, puis directrice sportive dans différents pays.
À la suite d'un incendie qui ravage son lieu d'habitation à Genève, elle met un terme définitif à sa carrière sportive pour se consacrer à la spiritualité et le sens de la vie. Elle se tourne vers l'écriture et la numérologie, après sept ans de recherche individuelle.

### Famille
Catherine Brunet est la fille de l'entraîneur de patinage artistique André Brunet.

## Palmarès
| Compétition                   | 1974 | 1975 | 1976 | 1977 | 1978 | 1979 | 1980 | 1981 |  |  |  |  |  |  |
| Jeux olympiques d'hiver       |      |      |      |      |      |      |      |      |  |  |  |  |  |  |
| Championnats du monde         |      |      |      |      |      |      |      |      |  |  |  |  |  |  |
| Championnats d’Europe         |      |      |      |      | 12e  |      |      |      |  |  |  |  |  |  |
| Championnats de France        | 3e   |      | 3e   | 2e   | 2e   | 2e   | 3e   | 3e   |  |  |  |  |  |  |
| Championnats du monde juniors |      |      | 7e   |      |      |      |      |      |  |  |  |  |  |  |
|                               |      |      |      |      |      |      |      |      |  |  |  |  |  |  |